# Zakia Dhifaoui
Zakia Dhifaoui es una profesora, periodista y activista de los derechos humanos tunecina, que ha luchado notablemente en la región contra el régimen de Zine El Abidine Ben Ali antes de la Revolución tunecina de 2011. Su carrera como activista ilustra el surgimiento de movimientos de protesta y una prensa independiente en la región en los últimos años de la presidencia de Ben Ali, a pesar de la presión del poder.

## Trayectoria
Zakia Dhifaoui es originaria de Kairuan, una ciudad a 150 kilómetros al sur-oeste de Túnez y a cincuenta kilómetros al oeste de Sousse, comenzó su carrera como profesora de historia y geografía en un colegio de esta ciudad en 1994.
Zakia Dhifaoui fue militante en Ettakatol, un partido inicialmente clandestino, participó en 15 de enero de 2007 en la fundación del semanario en árabe Mouwatinoun. Es una de las miembros fundadoras del Consejo Nacional de Libertades de Túnez ; también es miembro de la Asociación para la Lucha contra la Tortura en Túnez y de la sección local de la Liga de Derechos Humanos de Túnez.
En julio de 2008 decidió ir a Redeyef para recoger testimonios de familias implicadas en las huelgas de Gafsa. El ambiente era aún más tenso que en Túnez ya que el presidente Ben Ali, en el poder durante 21 años, anunció su intención de postularse para un quinto mandato. A su llegada al Redeyef el 27 de julio, participó en una manifestación de mujeres en solidaridad con los huelguistas. Fue arrestada con otros seis manifestantes y agredida sexualmente. Fue condenada el 14 de agosto de 2008 por el Juzgado de Primera Instancia de Gafsa a ocho meses de prisión, por: 

"insubordinación, alteraciones del orden público, obstáculos a un funcionario en el desempeño de sus funciones, deterioro de la propiedad ajena y atentado".

De los ocho meses de condena, permaneció 200 días en prisión antes de serle concedido un indulto, otorgado con motivo del 21 aniversario de la llegada al poder del presidente Ben Ali.
A pesar del indulto Zakia Dhifaoui  fue expulsada como personal docente por decisión del Ministro de Educación. Cuando fue liberada de la prisión luchó por regresar a su puesto de profesora  mientras trataba de encontrar trabajos temporales. Tras la revolución tunecina y la salida de Zine El-Abidine Ben Ali del poder, el 14 de enero de 2011 , después de una ley de amnistía general el 19 de febrero de 2011, finalmente puedo recuperar su puesto de profesora y sus cursos en Kairouan, aunque perdió la antigüedad en la profesión de varios años.
Zakia Dhifaoui siguió participando activamente en varias organizaciones, incluida Ettakatol, en el colectivo de Nantes de apoyo a los tunecinos de Redeyef y también, continuó escribiendo en el periódico Mouwatinoun.